# Donato Sanminiatelli
Donato Sanminiatelli (New Orleans, 16 settembre 1866 – Roma, 1º maggio 1927) è stato un politico italiano.
Fu senatore del Regno d'Italia nella XXVI legislatura.
Dopo una breve carriera diplomatica, si dette all'insegnamento del diritto internazionale nell'Istituto Cesare Alfieri di Firenze dal 1890 al 1893. Dal 1897 al 1926 fu vicepresidente della Società Dante Alighieri e vicepresidente dell'Accademia dei Georgofili di Firenze.